# 一隻電腦動畫的手
《一隻電腦動畫的手》（英語：A Computer Animated Hand）是一部1972年美國3D電腦動畫電影，也是電腦動畫史的重要里程碑，由艾德文·卡特姆在學生時期製作。2011年，被列入美國國家影片登記表，符合「文化、歷史與美學」的電影之一。